# Imad Khoshaba Gargees
Imad Khoshaba Gargees (ur. 4 kwietnia 1978 w Komane) – iracki duchowny chaldejski, arcybiskup Teheranu od 2023.

## Życiorys
Święcenia kapłańskie otrzymał 8 czerwca 2004 i został inkardynowany do diecezji Dahuk. Po święceniach został sekretarzem biskupim, a następnie objął urząd proboszcza parafii w Al-Amadijja. Po ukończonych w Rzymie studiach licencjackich z prawa kanonicznego został mianowany dyrektorem instytutu katechetycznego oraz protosyncelem diecezji. W 2022 przeniesiony na probostwo w Mangesh.
26 września 2023 papież Franciszek zatwierdził jego wybór przez Synod Biskupów Kościoła Chaldejskiego na arcybiskupa Teheranu. 
10 listopada 2023 przyjął święcenia biskupie w Katedrze Mar Ith-Alaha w Dahuk z rąk chaldejskiego patriarchy Bagdadu kard. Louisa Raphaëla I Sako.  